# 诺拉圣母升天圣殿主教座堂

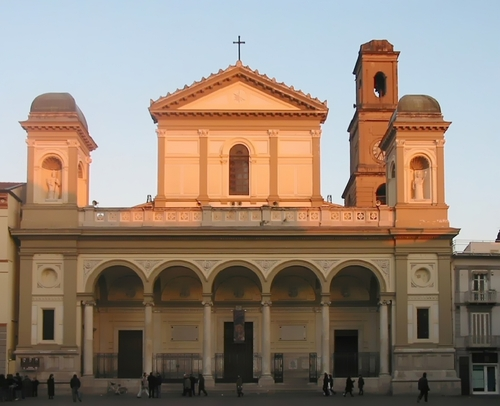
西立面

诺拉圣母升天圣殿主教座堂（義大利語：Basilica Cattedrale di Santa Maria Assunta）是一座罗马天主教宗座圣殿、天主教诺拉教区的主教座堂，位于意大利坎帕尼亚大区那不勒斯廣域市的诺拉。1954年3月，它升格为宗座圣殿。

## 历史
此处可能有一座古代基督教的小堂，在殉道的当地主教圣斐理的墓地附近。1370年代，以哥特式建筑风格重建，由尼科洛·奥尔西尼伯爵赞助，供奉圣母玛利亚、圣斐理和圣鲍理诺（Felice Martire e Paolino）。地下室有旧建筑的痕迹。它经过几个世纪的重建，特别是1583年，1861年在一场严重的火灾之后；最后一次重建时，成为新古典主义建筑风格。参与的艺术家和建筑师包括尼古拉·布雷利亚、Salvatore Cepparullo 和Paolo Vetri。它于1909年竣工。
重建时，圣斐理的圣髑被带回圣殿。在9世纪或10世纪，伦巴第人将它们从奇米蒂莱的一座教堂，移到了贝内文托主教座堂，11世纪又从那里迁到了罗马的島上聖巴爾多祿茂聖殿。
墓穴中的坟墓据称发生一种“吗哪奇迹”，因为从圣人的坟墓中渗出一种物质。